# London XI
London XI bio je nogometni klub, posebno osnovan samo za natjecanje u 1955./58. sezoni Kupa velesajamskih gradova, prethodnika današnje UEFA Europske lige.
Natjecanje je osnovano 18. travnja 1955., i trebalo je proći tri godine da se završi. Momčadi koje su nastupale bile su iz gradova koji su održavali velesajmove. Kao i mnogi gradovi koji su imali svoje klubove u natjecanju, London je imao nekoliko jakih momčadi; mađutim, pravila su nalagala da samo jedna ekipa iz svakog grada može nastupati u kupu. Odlučeno je da se osnuje momčad posebno za natjecanje, koristeći najbolje igrače iz londonskih klubova u to vrijeme. 
London XI, kojeg je trenirao Chelseajev trener Joe Mears, došao je do finala kupa, došavi iz skupine sačinjene od posebnih XI ekipa iz Basela i Frankfurta, a zatim su pobijedili Lausanne Sports. London je ukupnim rezultatom od 8:2 poražen u finalu od španjolske CF Barcelone.
Momčad Londona XI nastupila je samo u sezoni 1955./58., sva ostala izdanja Kupa velesajamskih gradova sadržvala su individualne londonske nogometne klubove.

## Susreti
| Momčad #1               | Rez.                    | Momčad #2               | Datum                   |
| Natjecanje po skupinama | Natjecanje po skupinama | Natjecanje po skupinama | Natjecanje po skupinama |
| ----------------------- | ----------------------- | ----------------------- | ----------------------- |
| Basel XI                | 0:5                     | London XI               | 4. lipnja 1955.         |
| London XI               | 3:2                     | Frankfurt XI            | 26. listopada 1955.     |
| London XI               | 1:0                     | Basel XI                | 4. svibnja 1956.        |
| Frankfurt XI            | 1:0                     | London XI               | 27. ožujka 1957.        |
| Polufinale              |                         |                         |                         |
| Lausanne Sports         | 2:1                     | London XI               | 16. rujna 1957.         |
| London XI               | 2:0                     | Lausanne Sports         | 23. listopada 1957.     |
| Finale                  |                         |                         |                         |
| London XI               | 2:2                     | CF Barcelona            | 3. ožujka 1958.         |
| CF Barcelona            | 6:0                     | London XI               | 1. svibnja 1958.        |

## Stadioni
Stadioni na kojima je London XI odigrao svoje domaće utakmice u Kupu velesajamskih gradova bili su poznati londonski stadioni lokalnih klubova:
- Wembley Stadium
- White Hart Lane
- Highbury
- Stamford Bridge

## Vanjske poveznice
- Kup velesajamskih gradova 1955./58. - detalji
- Londonske momčadi  Arhivirana inačica izvorne stranice od 30. listopada 2005. (Wayback Machine)